# Station Lusignan
Station Lusignan is een spoorweghalte in de Franse gemeente Lusignan. Zij wordt bediend door treinen van het netwerk TER Nouvelle-Aquitaine op de verbinding Poitiers - Niort - La Rochelle.